# La Colline aux lapins
 (août 2025).
La mise en forme du texte ne suit pas les recommandations de Wikipédia : il faut le « wikifier ».
Les points d'amélioration suivants sont les cas les plus fréquents. Le détail des points à revoir est peut-être précisé sur la page de discussion.
- Les titres sont pré-formatés par le logiciel. Ils ne sont ni en capitales, ni en gras.
- Le texte ne doit pas être écrit en capitales (les noms de famille non plus), ni en gras, ni en italique, ni en « petit »…
- Le gras n'est utilisé que pour surligner le titre de l'article dans l'introduction, une seule fois.
- L'italique est rarement utilisé : mots en langue étrangère, titres d'œuvres, noms de bateaux, etc.
- Les citations ne sont pas en italique mais en corps de texte normal. Elles sont entourées par des guillemets français : « et ».
- Les listes à puces sont à éviter, des paragraphes rédigés étant largement préférés. Les tableaux sont à réserver à la présentation de données structurées (résultats, etc.).
- Les appels de note de bas de page (petits chiffres en exposant, introduits par l'outil «  Source ») sont à placer entre la fin de phrase et le point final[comme ça].
- Les liens internes (vers d'autres articles de Wikipédia) sont à choisir avec parcimonie. Créez des liens vers des articles approfondissant le sujet. Les termes génériques sans rapport avec le sujet sont à éviter, ainsi que les répétitions de liens vers un même terme.
- Les liens externes sont à placer uniquement dans une section « Liens externes », à la fin de l'article. Ces liens sont à choisir avec parcimonie suivant les règles définies. Si un lien sert de source à l'article, son insertion dans le texte est à faire par les notes de bas de page.
- La présentation des références doit suivre les conventions bibliographiques. Il est recommandé d'utiliser les modèles {{Ouvrage}}, {{Chapitre}}, {{Article}}, {{Lien web}} et/ou {{Bibliographie}}. Le mode d'édition visuel peut mettre en forme automatiquement les références.
- Insérer une infobox (cadre d'informations à droite) n'est pas obligatoire pour parachever la mise en page.

Pour une aide détaillée, merci de consulter Aide:Wikification.
Si vous pensez que ces points ont été résolus, vous pouvez retirer ce bandeau et améliorer la mise en forme d'un autre article.
La Colline aux lapins (Watership Down) est une mini-série d'animation britannique réalisé par Noam Murro, basé sur le roman du même nom de Richard Adams. Elle comporte quatre épisodes et a été diffusée à partir du 22 décembre 2018 sur Netflix.
L’accueil de la série a été généralement positif, avec des éloges pour le récit, les performances de sa distribution vocale et de sa bande sonore. Les points négatifs seraient son ton un peu plus apprivoisé et la qualité de l'animation par ordinateur, décrite comme « sans âme » et « maladroite ».

## Synopsis
Un lapin a des visions prophétiques d'un anéantissement du terrier. Le chef des lapins refuse de le croire, n'étant pas prêt à demander aux lapins d'abandonner leur vie confortable. La prophétie se réalise et un groupe de lapins rescapés marchent vers la terre promise. Leurs ennemis sont multiples, mais le plus dangereux est un autre lapin, un général ayant transformé sa colonie en une organisation militariste au nom de la sécurité.

## Distribution
- James McAvoy (VF : Damien Boisseau) : Hazel
- Nicholas Hoult (VF : Yoann Sover) : Fiver
- John Boyega (VF : Didier Cherbuy) : Bigwig
- Ben Kingsley (VF : Féodor Atkine) : Général Woundwort
- Tom Wilkinson : Threarah
- Gemma Arterton (VF : Alexandra Ansidei) : Clover
- Peter Capaldi : Kehaar
- Olivia Colman : Strawberry
- Mackenzie Crook : Hawkbit
- Anne-Marie Duff : Hyzenthlay
- Taron Egerton : El-Ahrairah
- Freddie Fox (VF : Stanislas Forlani) : Capitaine Holly
- James Faulkner : Frith
- Lee Ingleby (VF : Jérémy Bardeau) : Campion
- Miles Jupp (VF : Olivier Destrez) : Blackberry
- Daniel Kaluuya : Bluebell
- Rory Kinnear : Cowslip
- Craig Parkinson : Sergent Sainfoin
- Rosamund Pike (VF : Dominique Lelong) : le lapin noir d'Inlè
- Daniel Rigby (VF : Lionel Cecilio) : Dandelion
- Jason Watkins (VF : Patrice Dozier) : capitaine Orchis
- Adewale Akinnuoye-Agbaje : Vervain
- Gemma Chan : Dewdrop
- Rosie Day : Thethuthinnang
- Emeli Sande : Thethuthinang (chant)
- Henry Goodman : Blackavar
- Peter Guinness : Silverweed
- Charlotte Spencer (VF : Audrey Le Bihan) : Nettle

## Épisodes

### Épisode 1:Le Voyage(The Journey)

#### Autre(s) titre(s) francophones
Le Voyage

#### Titre original
The Journey

#### Réalisation
Noam Murro

#### Scénario
Tom Bidwell

#### Date de sortie
22 décembre 2018

#### Résumé
Dans la mythologie de la langue lapine, le monde a été créé par un dieu du soleil appelé Frith. Lorsque les lapins commencent à se multiplier hors de contrôle, Frith a créé des prédateurs pour les traquer. Cependant, il a accordé une grande rapidité aux lapins pour assurer leur survie.
De nos jours, dans un warren appelé Sandleford, un jeune lapin nommé Fiver a une vision de machines qui viennent détruire leur warren où il vit avec son frère aîné Hazel. Bien qu'ils ne soient pas en mesure de convaincre le chef Rabbit d'évacuer le warren, Hazel et Fiver parviennent à convaincre cinq des lapins, tous nommés Dandelion, Blackberry, Hawkbit, Bluebell et Bigwig, de partir. Le groupe s'échappe de justesse de leur Warren's Owsla, dirigé par le capitaine Holly, en traversant une rivière et en se dirigeant vers la campagne sauvage. Au cours des prochains jours, le groupe rencontre plusieurs dangers au cours de son voyage, notamment la lutte contre un troupeau de corbeaux et la recherche d'abri pendant les tempêtes de pluie sauvages.
Plus loin dans leurs voyages, le groupe reçoit la visite d'un étrange lapin nommé Cowslip, qui leur propose de les laisser rester dans son warren. Bien qu'il soit plein de lapins bien nourris, le moral et les chiffres sont étrangement bas. Bigwig est attrapé par une caisse claire et commence à s'étouffer. Cowslip révèle que ceux qui sont pris au piège sont donnés à un agriculteur en échange de nourriture et de protection. Les lapins parviennent à libérer Bigwig et à partir, avec une biche nommée Strawberry qui les rejoint. Peu de temps après, ils s'installent dans un nouveau warren sur une pente boisée, le nommant Watership Down. Plus tard dans la nuit, ils sont rejoints par un Holly blessé, qui informe le groupe que le Warren de Sandleford a été détruit et que les prédictions de Fiver s'étaient effectivement réalisées.

### Épisode 2:Le raid(The Raid)

#### Autre(s) titre(s) francophones
Le raid

#### Titre original
The Raid

#### Réalisation
Noam Murro

#### Scénario
Tom Bidwell

#### Date de sortie
22 décembre 2018

#### Résumé
Le lendemain matin, Holly raconte ses voyages pour retrouver le groupe ; après avoir été le seul survivant de la destruction du Warren de Sandleford, il a suivi les traces du groupe, avant de tomber sur un mâle battu nommé Blackavar qui l'a avertit d'un Warren à proximité nommé "Efrafa". Sachant qu'il y aura des combats entre les mâles pour la seule femelle qu'ils ont, Bigwig suggère d'aller à la ferme Nuthanger voisine pour chercher des femelles, mais Hazel n'est pas d'accord. Kehaar, une mouette avec une aile blessée, s'écrase devant le groupe, et Hazel lui demander de chercher des femelles. Il s'envole et revient avec le mot de l'Efrafa warren, qui serait envahi par de nombreux do. Hazel se rend avec Fiver et Bigwig à Nuthanger Farm ; là, ils découvrent une cage contenant quatre lapins, tous nommés Clover, Boxwood, Haystack et Laurel. Avant que Hazel et Fiver ne puissent les libérer, ils sont attaqués et chassés par le chat de ferme.
Alors qu'ils se rendent à Efrafa, située dans une mine de charbon abandonnée, Holly, Blackberry et Bluebell sont capturés par une patrouille de soldats d'Efrafa et amenés devant leur chef, le général Woundwort, où leur demande de faire est refusée, et ils sont marqués et emprisonnées. La nuit suivante, le groupe de Holly organise une évasion avec l'aide d'une biche Efrafan nommée Hyzenthlay et ils parviennent à peine à s'échapper avec leur vie. La même nuit, Hazel, Fiver et Bigwig retournent à la ferme et libèrent les chiens de leur niche, mais sont bientôt découverts par le chat de la ferme qui alerte la femme du fermier. Pendant la tentative désespérée des lapins de s'échapper, deux des lapins, Boxwood et Laurel, sont recapturés par la femme du fermier, tandis que le fermier poursuit les cinq lapins restantes avec un fusil de chasse. Mais tandis que Fiver, Bigwig, Haystack et Clover parviennent à s'échapper, Hazel est abattue dans la jambe et s'effondre dans un égout pluvial. Dans un état de limbes, Hazel reçoit la visite du lapin noir d'Inlè, le faucheur Lapine, et elle lui assure que son heure n'est pas encore venue.

### Épisode 3:L’évasion(The Escape)

#### Autre(s) titre(s) francophones
L’évasion

#### Titre original
The Escape

#### Réalisation
Noam Murro

#### Scénario
Tom Bidwell

#### Date de sortie
23 décembre 2018

#### Résumé
Entrant dans une vision dans ses rêves, Fiver se rend compte que Hazel est en vie et le dit aux autres. Clover se faufile et trouve Hazel dans l'égout pluvial. Elle laisse Hazel chercher de l'aide, mais est capturée et emmenée par une patrouille de lapins d'Efrafa. Bigwig, tout en cherchant Clover, trouve Hazel et l'aide à retourner à Watership Down, où Kehaar enlève les balles de la jambe de Hazel. Après avoir entendu le rapport de Holly sur les conditions à Efrafa, Hazel élabore un plan pour infiltrer Efrafa et sauver les emprisonnés. Laissant Holly, Strawberry et Haystack à Watership Down, Hazel dirige le reste des lapins dans une mission de sauvetage audace à Efrafa. Bigwig infiltre le warren en tant que lapin errant et est recruté dans l'Owsla par Woundwort. Il y trouve Clover, ainsi qu'un certain nombre de effrayés et Blackavar, le mâle que Holly avait rencontré en cherchant Watership Down, qui sont tous battus et maltraités par les Warren's Owsla.
Après avoir gagné la confiance de Hyzenthlay, le chef de l'Efrafan qui avait précédemment aidé Holly, Bluebell et Blackberry à s'échapper d'Efrafa, Bigwig tente de s'échapper du warren à leurs côtés, mais le plan est déjoué lorsque Kehaar ne parvient pas à apparaître pour les mener en sécurité et qu'ils sont attrapés. Hyzenthlay est accusé du plan d'évasion et condamné à l'exécution. Bigwig reçoit l'ordre d'agir en tant que bourreau afin de prouver sa loyauté envers Efrafa. Il refuse et riposte à la place, combattant les soldats avec l'aide de Blackavar et aidant Clover, Hyzenthlay et plusieurs s'échappent du warren. Bigwig, Clover, Blackavar, Hyzenthlay et l'Efrafran évadé se retrouvent avec le groupe de Hazel, mais avant qu'ils ne puissent descendre la rivière en sécurité, ils sont entourés par l'Efrafan Owsla et Woundwort défie Bigwig à un combat à mort.

### Épisode 4:Le siège(The Siege)

#### Autre(s) titre(s) francophones
Le siège

#### Titre original
The Siege

#### Réalisation
Noam Murro

#### Scénario
Tom Bidwell

#### Date de sortie
23 décembre 2018

#### Résumé
Avant que Woundwort ne puisse attaquer Bigwig, Kehaar vient à la rescousse du groupe et combat les Efrafans. Les lapins se cachent dans un village humain voisin, remercient Kehaar pour sa bravoure le lendemain matin avant qu'il ne les quitte, promettant de revenir à l'avenir. Le groupe retourne à Watership Down, retrouve Holly, Strawberry et Haystack et s'installe dans leur nouvelle vie. Mais après plusieurs jours de paix et de tranquillité, ils rencontrent un groupe de scouts Efrafan. Hazel rencontre Woundwort et essaie d'offrir des conditions de paix, mais Woundwort refuse et menace de tuer tout le monde dans le warren s'ils ne leur rendent pas le do et Blackavar. Watership Down se prépare à la guerre et est bientôt assiégé par les Efrafans. Bien que le groupe de Hazel se batte courageusement, plusieurs lapins sont gravement blessés et Holly est tuée alors qu'elle essayait de protéger Hyzenthlay.
Le lendemain matin, Fiver reçoit une vision d'un chien qui court librement et attaquant les Efrafans. Se souvenant du chien qu'ils avaient vu à Nuthanger Farm alors qu'ils cassaient les lapins Clover et Haystack, Hazel part pour Nuthanger Farm avec Fiver et Blackavar. Bigwig tend une embuscade à Woundwort lorsqu'il s'introduit finalement dans le warren, les deux lapins subissant des blessures graves l'un à l'autre dans le combat. Bien qu'ils parviennent à libérer le chien du fermier de sa corde, Fiver est capturé par le chat de ferme et Hazel est obligée de l'abandonner pour attirer le chien vers le warren. Avec l'aide de Blackavar, Hazel conduit le chien à son Warren, qui attaque les Efrafans et tue l'un des soldats. Le chien et un Woundwort blessé se jettent l'un sur l'autre, bien que le sort de Woundwort soit laissé inconnu. Fiver, après avoir été sauvé du chat de la ferme par la jeune fille du fermier, Lucy, est relâché dans la nature et retrouve bientôt Hazel et le reste des lapins, convainquant Hazel de la capacité des humains pour le bien.
Le Warren prospère dans les années qui suivent, avec des familles faites parmi les lapins et Kehaar rendant visite à ses amis. Un soir, une Hazel âgée profite du silence au tour d'un ruisseau. Un Fiver plus âgé, sentant que Hazel va bientôt mourir, dit au revoir à son frère. Hazel reçoit ensuite la visite du lapin noir d'Inlè, qui l'invite à rejoindre son Owsla, l'assurant de la sécurité perpétuelle de Watership Down. Rassurée, Hazel accepte et décède paisiblement. En dehors du warren, Bluebell raconte l'histoire de Hazel.

## Accueil
Sur Rotten Tomatoes, le drame a un taux d'approbation de 74 % basé sur les critiques de 23 critiques, avec son consensus critique "Bien que son animation laisse à désirer, La colline aux lapins est une adaptation fidèle qui résonnera auprès des téléspectateurs de tout âge"." Sur Metacritic, il a un score moyen pondéré de 76 sur 100 basé sur cinq critiques, indiquant des "critiques généralement favorables".
The Guardian et The Independent lui ont tous deux donné deux étoiles sur cinq, qualifiant la production de "apprivoisée, terne et profondément insatisfaisante" et "spectaculairement ho-hum - moins de dents et de griffes que de secousse de tête".
The Times était plus positif, lui donnant trois étoiles sur cinq, écrivant "c'était une production charnue et faite avec amour qui, répartie sur deux jours, semblait beaucoup trop longue", tandis que The New York Times a noté que bien que l'adaptation "échoue à son potentiel, elle bénéficie de performances vocales fortes et d'une histoire centrale solide. Même cette version facile à écouter, qui se pose sur la romance, les blagues et le dialogue boiteux, a des moments de grandeur et le balayage d'une épopée fantastique." Malgré les critiques négatives, il a obtenu quatre étoiles du Daily Telegraph, qui a déclaré qu'il avait une "morsure émotionnelle". Selon The New York Times, les détails graphiques comme les poils des lapins ou l'ondulation de l'eau sont remarquables, mais le problème sont les mouvements des lapins, « rigides, flottants et étranges », ce qui est problématique car les lapins sont les personnages principaux et ils bougent beaucoup : les scènes de poursuite et de combat sont nombreuses. Cependant le journal estime que ce problème peut être oublié « tant l'histoire principale est captivante ».
La série a remporté un Daytime Emmy Award pour le meilleur programme d'animation de classe spéciale. Il a également été nommé pour un Daytime Creative Arts Emmy Awards pour la mise en scène exceptionnelle, le montage sonore, le mixage sonore, la conception graphique et la direction musicale.